# 차인표 (영화)
《차인표》는 2021년 공개된 대한민국의 코미디 영화로, 제목대로 배우 차인표가 주인공으로 나오는 픽션물이다.

## 출연
- 차인표 : 차인표(본인) 역
- 조달환 : 김아람 역
- 송재룡 : 주사 역
- 조상구 : 등산객 역
- 신신애 : 복순 역
- 윤병희 : 사진작가 역
- 송덕호 : 영화사 스탭 역
- 최정은 : 정은 역
- 지승현 : 강도철 역
- 김율호 : 조사반2, 상상기자 역